# 名古屋大学大学院理学研究科附属臨海実験所
座標: 北緯34度29分7.7秒 東経136度52分32.5秒 / 北緯34.485472度 東経136.875694度
名古屋大学大学院理学研究科附属臨海実験所（なごやだいがくだいがくいんりがくけんきゅうかふぞくりんかいじっけんしょ、英称：Sugashima Marine Biological Laboratory - Graduate School of Science, Nagoya University）は三重県鳥羽市菅島町にある名古屋大学大学院理学研究科の附属研究施設。菅島臨海実験所（すがしまりんかいじっけんしょ）とも呼ばれる。

## 概要
名古屋帝国大学医学部の附属施設として1939年（昭和14年）に創設され、1942年（昭和17年）に理学部へ移管された。その後、1971年（昭和46年）に改築が、1996年（平成8年）に増築が行われ、現在に至る。
創設当初より広い海洋に関する科学研究の場となることを目指し、他大学や他研究所期間の利用を広く受け入れ、また、小中学生・高校生を対象とした臨海実習も行っている。
ウニやホヤ（原索動物）を用いた受精機構の研究、さらに雌雄同体のホヤ類が自家不稔となる、アロ認識機構（同種異個体細胞の認識機構）の研究、また、ヘビ毒による出血機構や血管内皮細胞のアポトーシス誘導機構についての研究が行われている。

## 施設
- 実験棟 - RI実験室、低温室、恒温室、P-2実験室、海産動物飼育室　等
- 実習棟 - 研究室、セミナー室　等
- 宿泊棟
- 屋外流水水槽

## 所在地
〒517-0004 三重県鳥羽市菅島町429-63

## 交通アクセス
近鉄中之郷駅前の桟橋より研究所保有の船舶にて10分